# Permische volkeren
De Permische volkeren zijn een groep binnen de Fins-Permische volkeren die de huidige Komi en Oedmoerten omvat. De door hen gesproken talen worden tot de Permische groep van Fins-Permische talen gerekend.
Recent onderzoek naar Fins-Oegrische substraten in Noord-Russische dialecten suggereert dat er in het verleden naast de Permiërs nog verschillende andere Fins-Oegrische groepen in het gebied woonden. De voorouders van de Permiërs bewoonden oorspronkelijk het gebied aan de midden- en boven-stroomgebied van de Kama. Waarschijnlijk omstreeks de 9e eeuw zouden ze zich in twee groepen hebben gedeeld.
Het gebied van de Komi, Groot-Perm genaamd, kwam in de 13e eeuw onder de heerschappij van Novgorod. Na 1380 werden ze gekerstend door Stefan van Perm. In 1471-78 werd Groot-Perm veroverd door Moskou. 
In de 18e eeuw gaven de Russische autoriteiten de zuidelijke delen van het land vrij voor kolonisatie, terwijl de noordelijke delen een verbanningsoord voor misdadigers en politieke gevangenen werden.
De Oedmoerten kwamen onder de heerschappij van de Mongolen, de Gouden Horde en het Kanaat Kazan. In 1552 veroverde Ivan IV van Rusland hun land. Tegen de Russische heerschappij en de bijbehorende kerstening hebben de Oedmoerten zich tot in de 18e eeuw verzet.